# Estúdio de cinema
Um estúdio de cinema (também conhecido simplesmente por estúdio) é uma grande empresa de entretenimento que produz filmes. Estas empresas poderão ter o seu próprio estúdio, ou instalações privadas. Contudo, a maioria das empresas da indústria do entretenimento nunca possuiu os seus próprios estúdios, optando, por alugou espaços de outras empresas. As operações diárias de filmagem geralmente são realizadas pela subsidiária da produtora.
Existem também estúdios independentes, que nunca tiveram produção própria por não serem empresas de entretenimento ou de cinema, sendo apenas empresas que alugam espaços de estúdio.

## Inícios

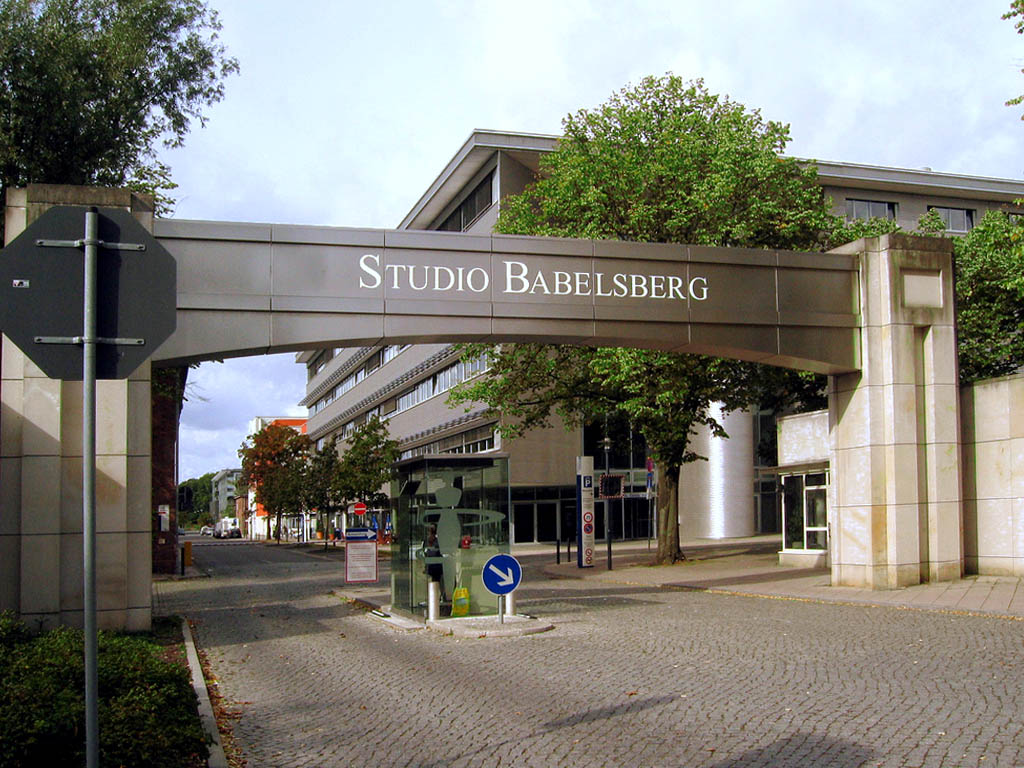
O Babelsberg Studio, perto de Berlim, foi o primeiro estúdio cinematográfico em grande escala do mundo e o precursor de Hollywood. Ainda produz filmes todos os anos.

Em 1893, Thomas Edison construiu o primeiro estúdio de cinema nos Estados Unidos, quando construiu o Black Maria, uma estrutura coberta de alcatrão perto de seus laboratórios em West Orange, Nova Jersey, e pediu a atores de circo, vaudeville e teatro para representarem para a câmara.  Ele distribuiu esses filmes em teatros de vaudeville, salões de jogos, museus de cera e feiras. A primeira série de filmes, What Happened to Mary, foi lançada pela empresa Edison em 1912.
O  estúdio de cinema pioneiro Thanhouser foi fundado em New Rochelle, Nova York, em 1909, pelo empresário teatral americano Edwin Thanhouser. A empresa produziu e lançou 1086 filmes entre 1910 e 1917, distribuindo-os com sucesso por todo o mundo.
No início de 1900, as empresas começaram a mudar-se para Los Angeles, Califórnia. Embora a luz elétrica já estivesse amplamente disponível, nenhuma ainda era poderosa o suficiente para expor adequadamente o filme; a melhor fonte de iluminação para a produção cinematográfica era a luz solar. Alguns filmes foram rodados nos telhados de edifícios no centro de Los Angeles. Naquela época, a Motion Picture Patents Company de Edison, com sede na cidade de Nova York, detinha quase todas as patentes relevantes para a produção cinematográfica. Os primeiros produtores de cinema mudaram-se para o sul da Califórnia para escapar à aplicação de patentes, graças a tribunais locais mais brandos e à distância física dos detetives da empresa e dos aliados da máfia. (As patentes de Edison expiraram em 1913.)
O primeiro estúdio de cinema na área de Hollywood foi o Nestor Studios, inaugurado em 1911 por Al Christie para David Horsley. No mesmo ano, outros 15 independentes estabeleceram-se em Hollywood. Outras produtoras acabaram por estabelecer-se na área de Los Angeles, em locais como Culver City, Burbank, e no que cedo seria conhecido como Studio City, em San Fernando Valley.
A resposta mais precoce do sistema de saúde pública local, à epidemia de gripe de 1918 em Los Angeles, relativamente a outras cidades americanas, reduziu o número de casos e resultou numa recuperação mais rápida, contribuindo para o domínio crescente de Hollywood sobre a cidade de Nova Iorque.

## As "Majors"

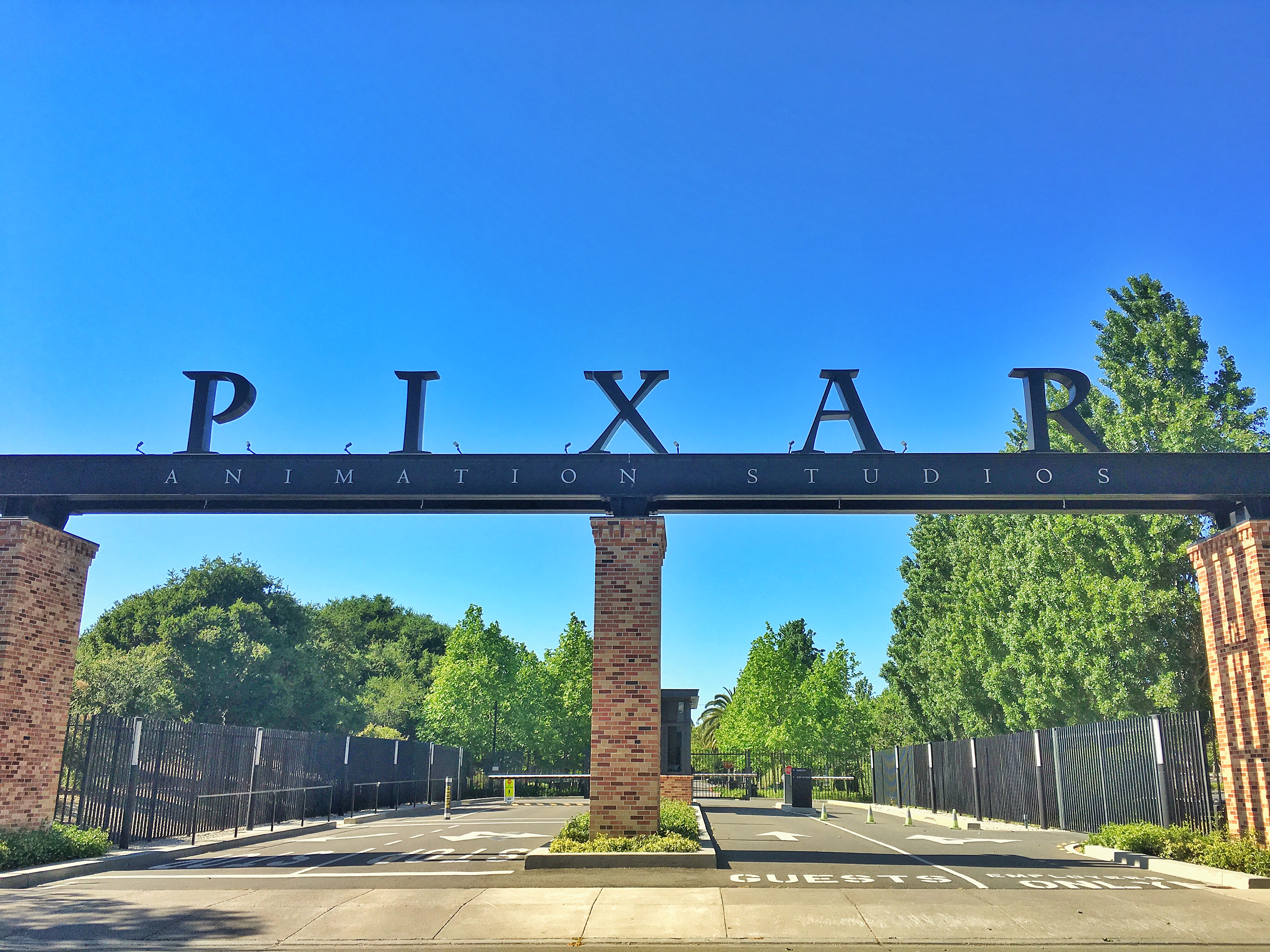
Entrada da Pixar Studios, em Emeryville, uma das principais subsidiárias da The Walt Disney Studios.

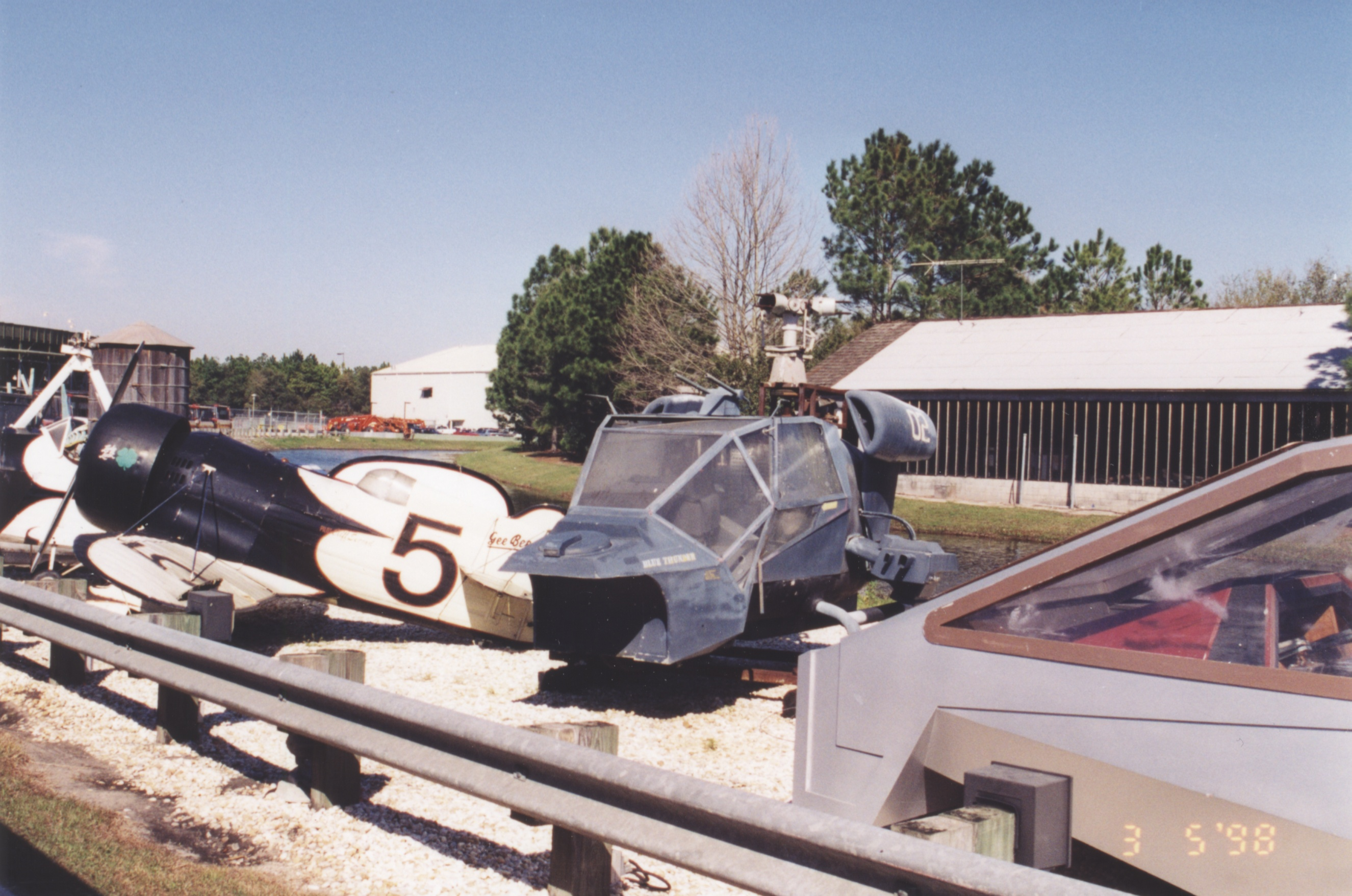
Cenografia utilizada nas gravações de Blade Runner (1982) nos na MGM Studios, Flórida.

### As 5 grandes
Em meados da década de 1920, a evolução de um punhado de produtoras americanas para  conglomerados abastados, da indústria cinematográfica que possuíam seus próprios estúdios, departamentos de distribuição e salas de exibição que contratavam artistas e técnicos de cinema, levou à confusão de "estúdio" com "produtora" na gíria da indústria. Cinco grandes produtoras: RKO Radio Pictures, 20th Century Fox, Paramount Pictures, Warner Bros. e Metro-Goldwyn-Mayer passaram a ser conhecidas como as "Cinco Grandes", as "majors" ou "os Estúdios" em publicações comerciais como como Variety, e as suas estruturas e práticas de gestão passaram a ser conhecidas como " sistema de estúdio".

### As 3 pequenas
Embora possuíssem poucos ou nenhum sala de exibição que garantisse as vendas dos seus filmes, a Universal Pictures, a Columbia Pictures e a United Artists também se enquadraram nessas rubricas, perfazendo um total de oito estúdios principais. Embora os seus sócios controladores possuíssem não um, mas dois estúdios de produção durante a Idade de Ouro, a United Artists tinha pouco controlo sobre o título de "major", operando principalmente como patrocinador e distribuidor de filmes produzidos de forma independente.

## As menores
Os estúdios menores operavam simultaneamente com os grandes. Estas incluíam operações como a Republic Pictures, ativa desde 1935, que produzia filmes que ocasionalmente à escala e ambição de um estúdio principal e a Monogram Pictures, especializada em lançamentos de séries e géneros. Juntamente com empresas menores, como PRC TKO e Grand National, os estúdios menores responderam à procura de filmes de série B, sendo por vezes são referidos  como Poverty Row.

## Os independentes
A detenção de salas de exibição pelas Cinco Grandes acabou por ser rivalizada por oito produtoras independentes, incluindo Samuel Goldwyn, David O. Selznick, Walt Disney, Hal Roach e Walter Wanger. Em 1948, o governo federal ganhou um caso contra a Paramount na Supremo Tribunal, que decidiu que a estrutura verticalmente integrada da indústria cinematográfica constituía um monopólio ilegal. Esta decisão, tomada após doze anos de litígio, acelerou o fim do sistema de estúdios e a "Era de Ouro" de Hollywood.

## Características

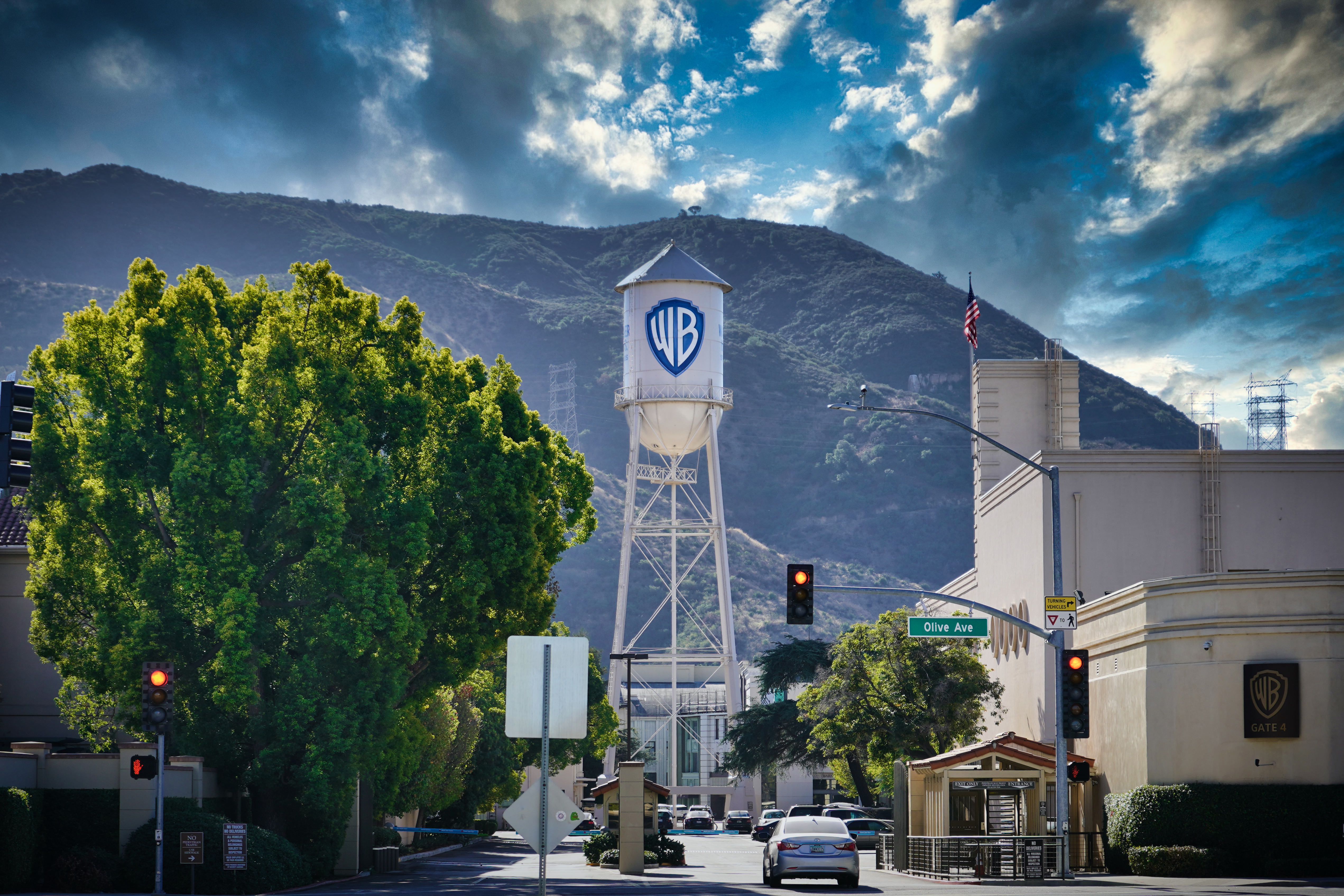
A torre de água da Warner Bros. Studios, em Burbank. Estas estruturas, anteriormente funcionais, tornaram-se símbolo internacional dos estúdios de cinema estadunidenses.

Na década de 1950, os componentes físicos de um estúdio de cinema típico tornaram-se padronizados. Desde então, um estúdio de cinema geralmente fica instalado em um "estúdio". Fisicamente, um estúdio é um complexo seguro rodeado por uma parede alta, a fim de proteger as operações cinematográficas, de interferências indesejadas de paparazzi e fãs das estrelas de cinema. O movimento de entrada e saída do estúdio é normalmente limitado por portões específicos (muitas vezes cobertos com grandes arcos decorativos), em cuja  barreira os visitantes deverão parar em uma e explicar o propósito da sua visita a um segurança.
O palco é o componente central de um estúdio. A maioria dos estúdios possui vários; os estúdios pequenos poderão ter apenas um, enquanto os estúdios grandes têm de 20 a 30. Os estúdios de cinema também oferecem escritórios para executivos de estúdio e produtoras, além de salas de maquilhagem e ensaio para artistas. Se o espaço permitir, um estúdio poderá ter uma área exterior. Por fim, existe um “comissariado” que é o termo tradicional na indústria cinematográfica para o que outras indústrias chamam de refeitório da empresa.
Além desses componentes básicos, os grandes estúdios cinematográficos são empresas que oferecem toda a gama de serviços de produção e pós-produção, necessários para criar um filme, incluindo figurinos, adereços, câmaras, gravação de som, artesanato, cenários, iluminação, efeitos especiais, corte, montagem, mistura, composição, substituição automática de diálogo (ADR), regravação e foley. Fornecedores independentes de todos esses serviços e muito mais (por exemplo, laboratórios de revelação fotográfica ) são frequentemente, encontrados nas proximidades.
O filme de nitrato, fabricado até 1951, era altamente inflamável, tal como, os cenários e áreas exteriores, razão pela qual os estúdios de cinema construídos no início e meados do século 20 possuem torres de água para auxiliar no combate a incêndios. As torres de água evoluíram "inexplicavelmente" para "um símbolo muito poderoso... dos estúdios de cinema em geral".

## Filmes para televisão
Em meados da década de 1950, com a televisão a revelar-se um empreendimento lucrativo que não estava destinado a desaparecer tão cedo – como muitos na indústria cinematográfica esperavam – os estúdios de cinema eram cada vez mais utilizados para produzir programação para o meio em expansão. Algumas empresas cinematográficas de médio porte, como a Republic Pictures, acabaram por vender os seus estúdios a empresas de produção de TV, que foram compradas por estúdios maiores, como a American Broadcasting Company, adquirida pela Disney em 1996.

## Atualmente
Com a crescente diversificação dos estúdios em áreas como jogos de video, estações de televisão, transmissão, televisão, parques temáticos, vídeo doméstico e publicação, eles  tornaram-se empresas multinacionais.
Os mercados internacionais representam uma proporção crescente das receitas dos filmes de Hollywood, com aproximadamente 70% da receita total dos filmes provenientes da venda internacional de bilhetes. Estima-se que a receita de bilheteria doméstica da China ultrapasse a dos EUA em 2020. O crescimento dos estúdios cinematográficos e da produção cinematográfica fora de Hollywood e dos EUA levou à criação de estúdios cinematográficos internacionais, como Hollywood North ( Vancouver e Toronto no Canadá ), Bollywood ( Mumbai, Índia ) e Nollywood ( Lagos, Nigéria ).
À medida que os estúdios foram crescendo, começaram a contar com produtoras como a Bad Robot Productions, de JJ Abrams, para lidar com muitos dos detalhes criativos e físicos da produção das suas longas-metragens. Em vez disso, os estúdios tornaram-se entidades de financiamento e distribuição dos filmes realizados pelas suas produtoras afiliadas. Com a diminuição do custo do CGI e dos efeitos visuais, muitos estúdios venderam grande parte dos seus espaços de estúdio e áreas exteriores para mediadores imobiliários. Century City, em Los Angeles, já fez parte da área exterior da 20th Century Fox, que estava entre os maiores e mais famosos lotes de estúdio. Na maioria dos casos, partes dos lotes foram mantidas e estão disponíveis para aluguer para produções de cinema e televisão. Alguns estúdios oferecem passeios nas suas áreas exteriores. A Universal Pictures permite que os visitantes do seu parque temático adjacente Universal Studios Hollywood façam um passeio de elétrico pelos lotes onde filmes como Psico e Regresso ao Futuro foram rodados.
No outono de 2019, o magnata do cinema Tyler Perry abriu o Tyler Perry Studios em Atlanta. O lote do estúdio é considerado maior do que qualquer estúdio de cinema em Hollywood.

## Cinema independente e os estúdios
Nas décadas de 1980 e 1990, à medida que o custo do equipamento profissional de filme de 16 mm diminuiu, juntamente com inovações , como câmaras S-VHS e Mini-DV, muitos jovens cineastas começaram a fazer filmes fora do sistema de estúdio. Cineastas e produtores como Mike Judge, Adam Sandler, Jim Jarmusch, Robert Rodriguez, Steven Soderbergh, Quentin Tarantino, Kevin Smith e Richard Linklater fizeram filmes que ultrapassaram os limites de uma forma que os estúdios não estavam dispostos a aceitar. Em resposta a esses filmes, muitos distribuídos por estúdios pequenos como a Miramax, as "majors" criaram os seus próprios estúdios internos, dedicados à produção de conteúdo independente e mais ousado. A Focus Features foi criada pela Universal Pictures e a Fox Searchlight, pela 20th Century Fox para esse efeito.